# Joseph Otto Entres
Joseph Otto Entres (* 13. März 1804 in Fürth; † 14. Mai 1870 in München) war ein deutscher Bildhauer.

## Leben
Mit 16 Jahren kam Entres nach München an die Kunstakademie und wurde dort Schüler von Konrad Eberhard. Gerade in seinem mittelalterlichen Stil wurde Entres sehr durch Eberhard beeinflusst.
Mit der Rückbesinnung auf das Mittelalter wandte sich Entres als einer der Ersten von der antikisierenden Richtung ab. Für den Münchner Dom schuf Entres u. a. eine Madonnenstatue und ein Abendmahl.
Neben seiner Tätigkeit als Bildhauer war Entres auch Kunsthändler und Sammler mittelalterlicher fränkischer und schwäbischer Skulpturen. Bei der Regotisierung verschiedener Kirchen trat er sowohl als Bildhauer als auch als Zulieferer mittelalterlicher Werke aus seiner Sammlung auf.
Entres Renovierung bzw. teilweise Rekonstruktion des Schrenck-Altars in der Münchner Peterskirche 1841 kann als ein frühes Beispiel von Denkmalpflege gelten, wenngleich sie heutigen denkmalpflegerischen Ansprüchen nicht mehr gerecht wird.
Die Künstler Johann Petz und Joseph Knabl sind als Entres' Schüler anzusehen.

## Werke
- Die heilige Anna Maria und das Jesuskind von Albrecht Dürer. - München : Wolf, 1854.
- Madonna mit Kind. - Grablege der Familie von Bernhard in Erolzheim, 1843.